# حلبة لوسيل الدولية

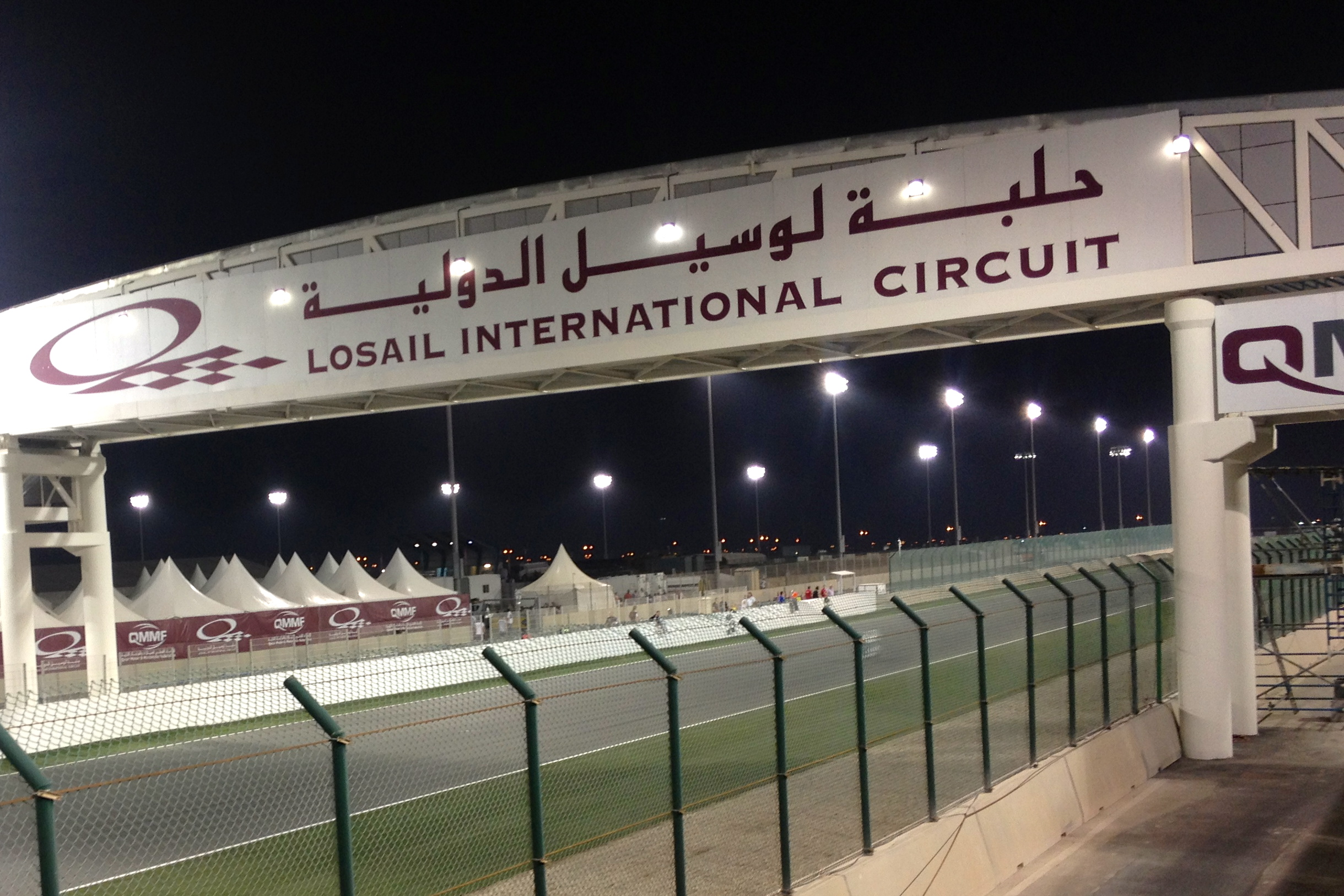

حلبة لوسيل الدولية هي حلبة سباق، تقام بها سباقات المحركات تقع بمنطقة لوسيل الواقعة بالقرب من العاصمة القطرية الدوحة. افتتحت عام 2004[بحاجة لمصدر].

## التاريخ
منذ أكثر من عشر سنوات قامت الحلبة بتطوير نفسها حتى فازت بلقب أفضل حلبة في العالم وحصلت على جائزة في حفل أقيم في فالينسيا. وقطر البلد العربي الوحيد الذي تخصص له جولة من جولات الجائزة الكبرى في سباقات الموتو جي بي.

## الأحداث
استضافت وتستضيف عدة أحداث دولية من أبرزها:
- بطولة العالم لسباقات الفورمولا واحد موسم 2014
- موتو جي بي
- دورة الألعاب العربية الثانية عشرة 2011